# Felsritzungen von El Cementerio

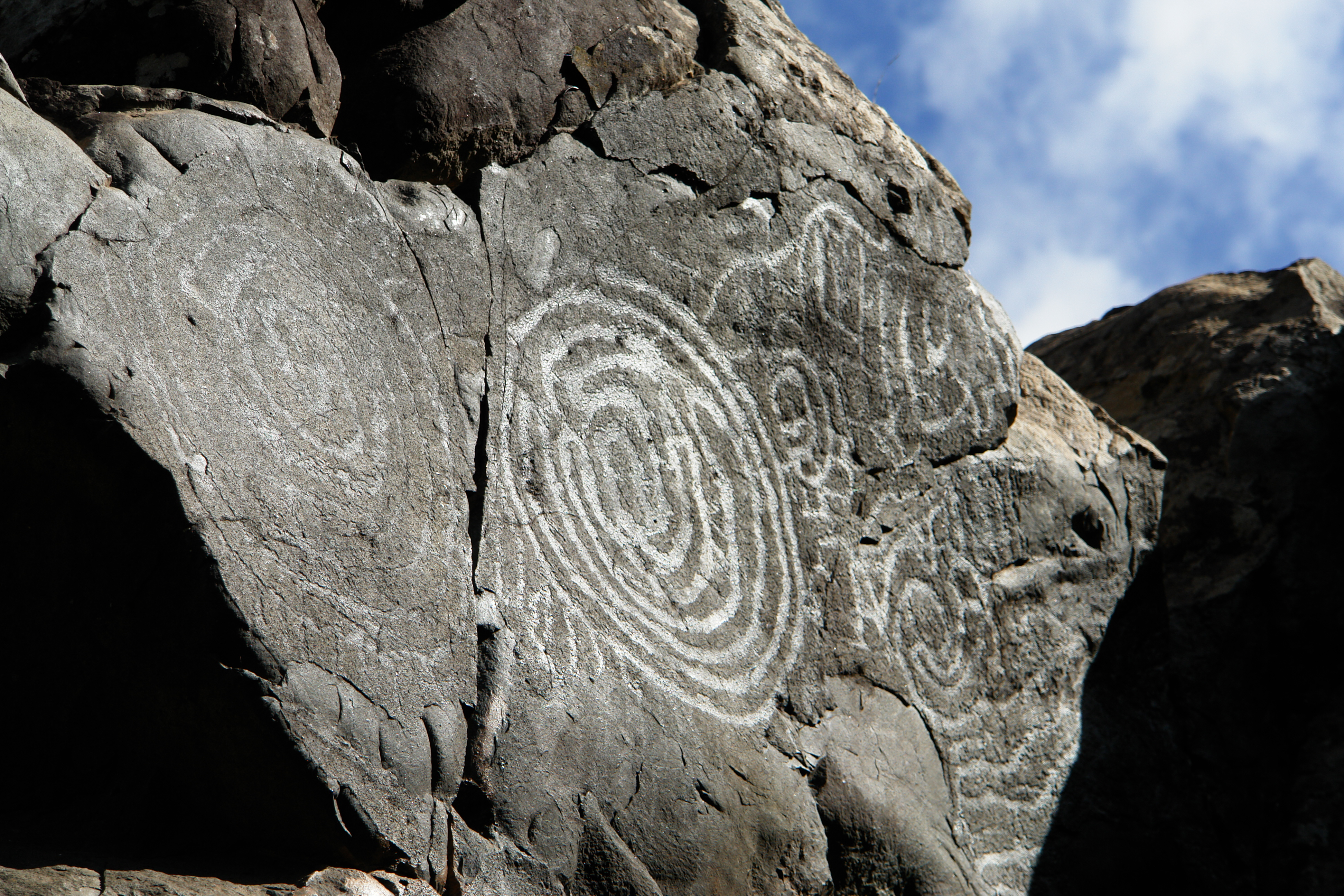
El Cementerio

Die Felsritzungen von El Cementerio (span. Grabados rupestres de El Cementerio) sind Petroglyphen an einer sieben bis acht Meter hohen Felswand in einem Tal auf der zu Spanien gehörenden Kanareninsel La Palma. Sie stammen von den Benahoaritas, den Ureinwohnern der Insel, die hier bis ins 15. Jahrhundert lebten, und zählen zu deren bedeutendsten kulturellen Hinterlassenschaften.
Entdeckt wurden die Petroglyphen im Jahr 1982, kurz nach der Entdeckung der nahen Felsgravuren von La Fajana. Aufgrund ihrer Bedeutung wurden sie zum Bien de Interés Cultural erklärt.

## Standort
Der Standort der Felsritzungen von El Cementerio befindet sich nahe der Stadt El Paso im Tal Barranco de las Canales unterhalb eines Friedhofs (span. cementerio), von dem die Petroglyphen ihren Namen erhielten. Der Fels mit den Gravuren liegt am rechten Rand einer halbkreisförmig ausgehöhlten Talstufe. Im unteren Bereich des Felsens gibt es drei kleinere Höhlen, die vermutlich nur zeitweise von den Ureinwohnern genutzt wurden. Durch das Tal floss ein kleiner Bachlauf, dessen Wasser heute für die Wasserversorgung vollständig verbraucht wird.
Die Petroglyphen wurden in den oberen Teil der Felswand in einer Höhe von zwei bis vier Metern eingeritzt. Alle Gravuren sind an einer Felswand angebracht, die in eine Himmelsrichtung ausgerichtet ist. An den umliegenden Felswänden oder an den oberhalb gelegenen Flächen befinden sich keine weiteren Gravuren. 

## Abbildungen

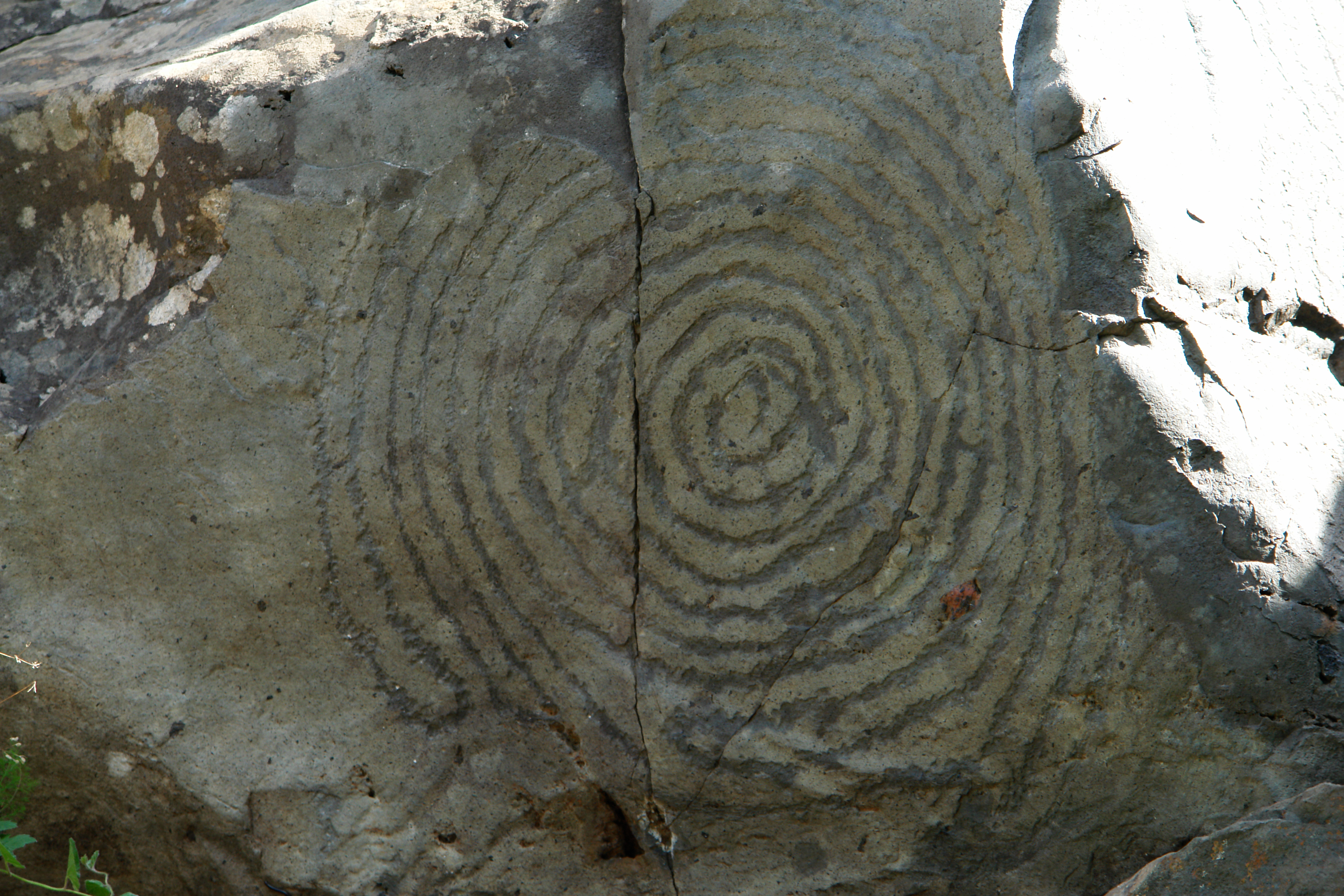

### Lage und Struktur
Die Petroglyphen von El Cementerio bestehen aus geometrischen Figuren und sind deutlich größer als die nahegelegenen Felsgravuren von La Fajana. Durch die unebene Oberflächenstruktur liegen die Gravuren auf sieben großen Flächen, die nach Süden oder Westen ausgerichtet sind. Zu den auffälligsten Motiven zählen Spiralen mit einem Durchmesser von bis zu einem Meter. Weitere erkennbaren Formen sind Kreise, Mäander und parallele Linien. Diese Gravuren zählen zu den größten auf der Insel. 

### Technik
Die Gravuren wurden wahrscheinlich mit verschiedenen Techniken erstellt. Ein Teil der Einkerbungen wurde mit einem Stein in die Felswand gemeißelt, wodurch unterschiedlich tiefe und breite Linien entstanden. Andere Petroglyphen wurden mit einem spitzen Stein in den Fels geritzt, um feinere Linien zu erzeugen. Diese Techniken ermöglichen eine Vielfalt an geometrischen Formen und komplexen Mustern.

## Bedeutung

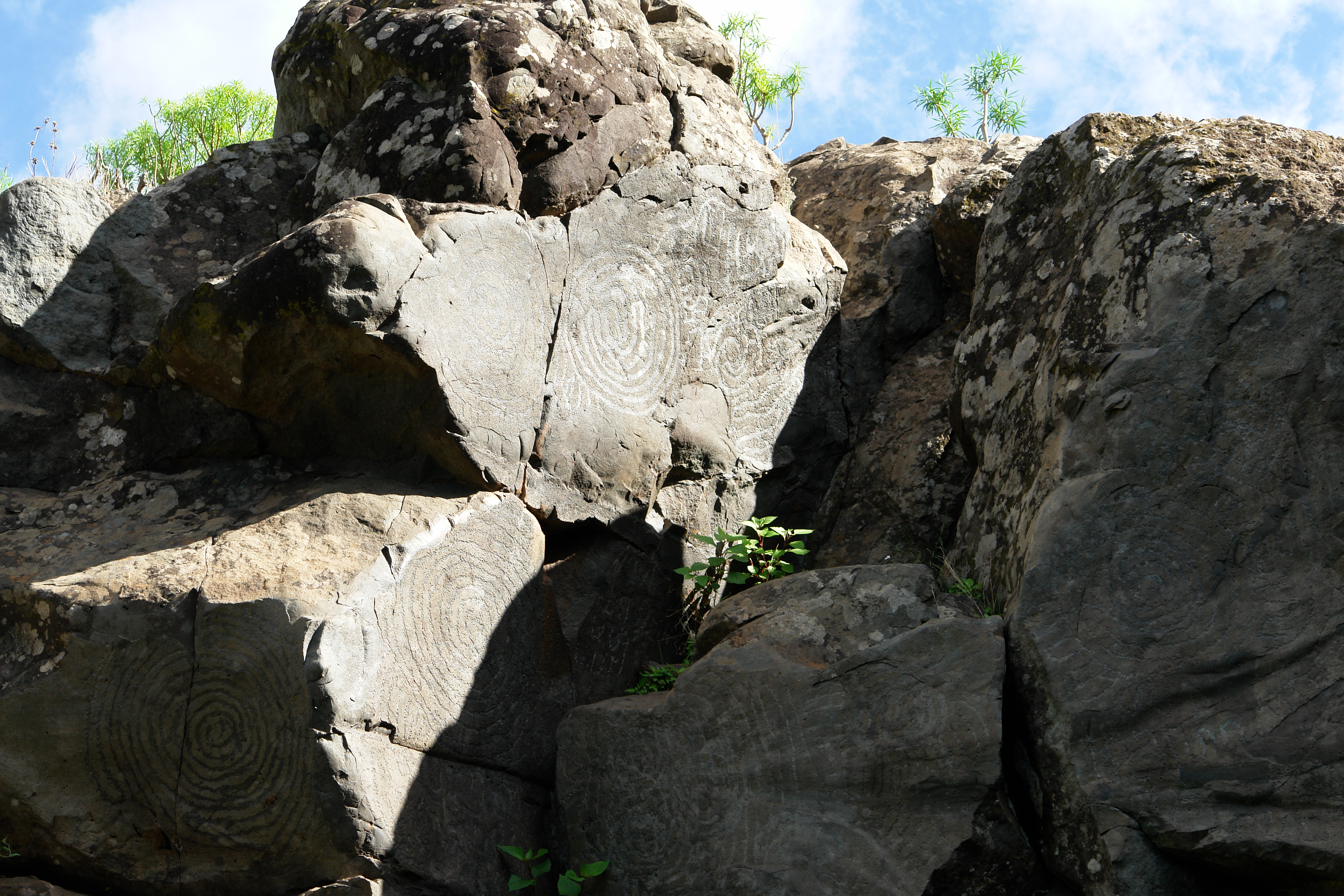

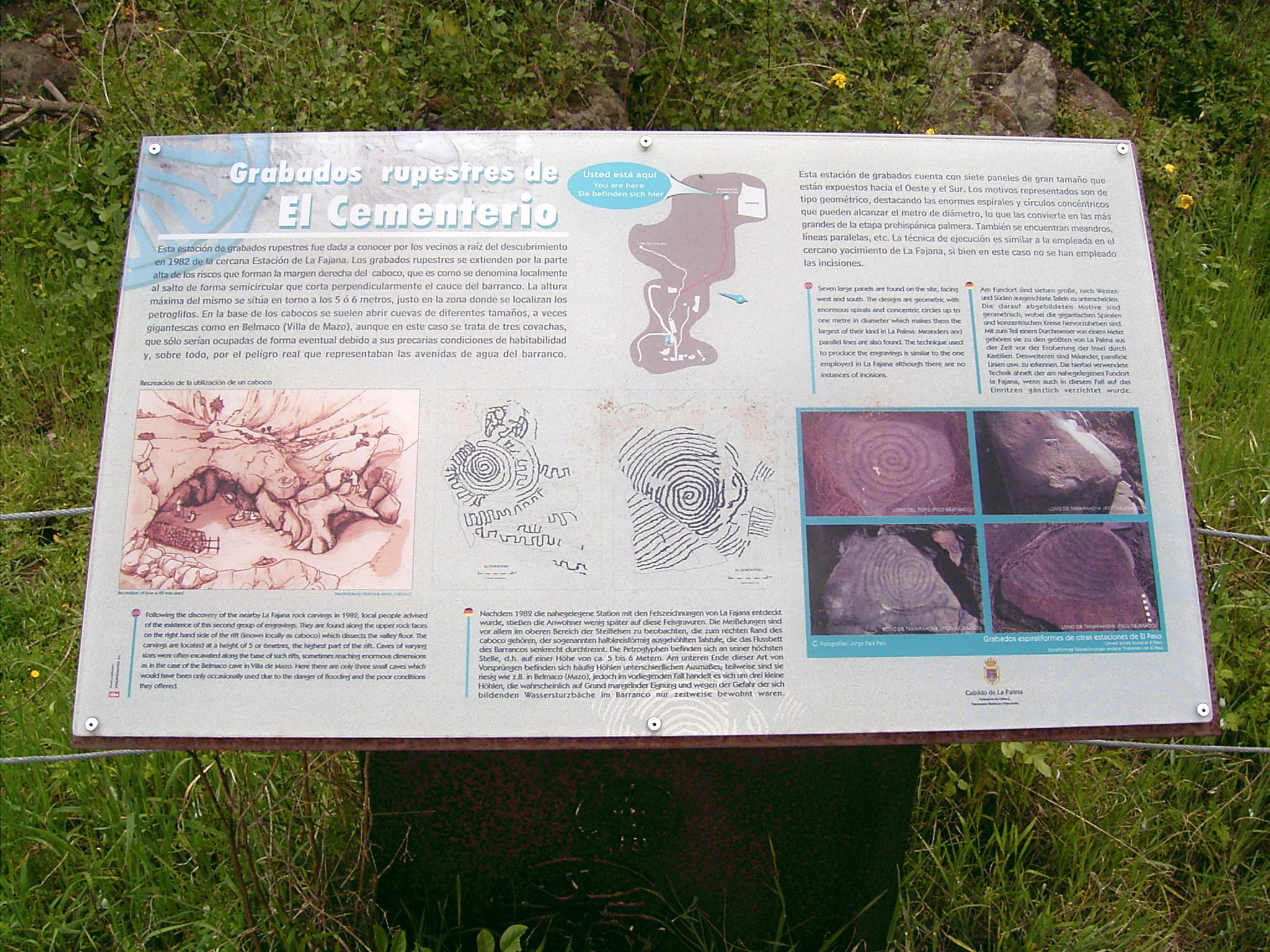
El Cementerio

Die tatsächliche Bedeutung der Felsgravuren von La Fajana ist unbekannt. Es wird vermutet, dass sie religiösen Zwecken dienten, wie der Verehrung von Sonne, Mond, Wasser oder bestimmten Göttern, beispielsweise Abora, dem Hauptgott der Benahoaritas. Darüber hinaus könnten sie mit religiösen und magischen Praktiken, wie Fruchtbarkeitsritualen oder Regenzaubern, in Verbindung stehen. Andere Theorien besagen, dass die Gravuren als Markierungen für Wege oder zur Abgrenzung von Gebieten dienten. Diese Ansicht wird jedoch dadurch in Frage gestellt, dass die Petroglyphen sporadisch und zumeist in der Nähe von Höhlen zu finden sind.
Möglicherweise stellen die Gravuren eine komplexe Form der Kommunikation dar, die sowohl spirituelle als auch praktische Aspekte des Lebens der Benahoaritas abbildete. Die kunstvolle und detailreiche Gestaltung der Petroglyphen deutet darauf hin, dass sie eine bedeutende Rolle in der Kultur und Gesellschaft der Ureinwohner spielten. Es ist möglich, dass sie Teil eines größeren Netzwerks von heiligen Stätten und Zeremonialplätzen waren, die über die gesamte Insel verteilt sind.
Nach einer anderen These könnten die Petroglyphen kartographische Darstellungen der Landschaft durch die Benahoaritas sein. Diese Hypothese basiert auf verschiedenen Untersuchungen und Beobachtungen, die auffallende Ähnlichkeiten zwischen den Petroglyphen und spezifischen geographischen Merkmalen der Region aufzeigen. So wird in der Veröffentlichung "Einige Felsgravuren von La Palma bilden eine riesige detaillierte Landkarte" von Bárbara Kupka detailliert beschrieben, wie bestimmte Symbole der Felsgravuren topographischen Merkmalen zugeordnet werden können. Kupka identifiziert eine Reihe von Symbolen, die Berge, Talmulden, Felskuppen, Siedlungs- und Weidegebiete repräsentieren. Vergleichende Studien zu anderen prähistorischen Felsgravuren weltweit haben gezeigt, dass solche Darstellungen oft komplexe Informationen über die Umgebung enthalten. Beispielsweise wurden in anderen Kulturen Felsgravuren als frühzeitliche Landkarten identifiziert, die wichtige Informationen über Wasserquellen, Jagdgebiete und Siedlungen lieferten. Diese Erkenntnisse stützen die Annahme, dass die Petroglyphen von La Fajana eine ähnliche Funktion gehabt haben könnten, indem sie den Benahoaritas halfen, sich in ihrer komplexen Umgebung zu orientieren und wichtige Ressourcen zu identifizieren. Die strategische Platzierung der Gravuren an gut sichtbaren Stellen unterstützt diese These, dass sie als Orientierungspunkte oder Karten dienten, um wichtige geographische Merkmale und Ressourcen darzustellen.